# Karbamoil-fosfatna sintaza (glutamin-hidrolizujuća)
Karbamoil-fosfatna sintaza (glutamin-hidrolizujuća) (EC 6.3.5.5, karbamoil-fosfatna sintetaza (glutaminska hidroliza), karbamil fosfatna sintetaza (glutamin), karbamoilfosfatna sintetaza II, glutamin-zavisna karbamil fosfatna sintetaza, karbamoil fosfatna sintetaza, CPS, ugljen-dioksid:L-glutamin amido-ligaza (formira ADP, karbamatna fosforilacija)) je enzim sa sistematskim imenom vodonik-karbonat:L-glutamin amido-ligaza (formira ADP, karbamatna fosforilacija). Ovaj enzim katalizuje sledeću hemijsku reakciju
2 ATP + L-glutamin + 3- + 2O {\displaystyle \rightleftharpoons } 2 ADP + fosfat + L-glutamat + karbamoil fosfat (sveukupna reakcija)
(1a) -glutamin + 2O {\displaystyle \rightleftharpoons } -glutamat + 3
(1b) 2 ATP + 3- + 3 {\displaystyle \rightleftharpoons } 2 ADP + fosfat + karbamoil fosfat
Produkt karbamoil fosfat je intermedijer u biosintezi arginina i pirimidinskih nukleotida.

## Literatura
- Nicholas C. Price; Lewis Stevens (1999). Fundamentals of Enzymology: The Cell and Molecular Biology of Catalytic Proteins (Third изд.). USA: Oxford University Press. ISBN 019850229X.
- Eric J. Toone (2006). Advances in Enzymology and Related Areas of Molecular Biology, Protein Evolution (Volume 75 изд.). Wiley-Interscience. ISBN 0471205036.
- Branden C; Tooze J. Introduction to Protein Structure. New York, NY: Garland Publishing. ISBN 0-8153-2305-0.
- Irwin H. Segel. Enzyme Kinetics: Behavior and Analysis of Rapid Equilibrium and Steady-State Enzyme Systems (Book 44 изд.). Wiley Classics Library. ISBN 0471303097.

## Spoljašnje veze
- Carbamoyl-phosphate+synthase+(glutamine-hydrolysing) на 